# Izydor Ignacy Hawelski
Eustachy Ignacy Hawelski (ur. 23 czerwca 1803 w Stróży, zm. 8 czerwca 1868 Częstochowie) — paulin doktor teologii, przeor klasztoru.

## Życiorys
Urodził się 23 czerwca 1803 w Stróży k. Kalisza. W 1824 rozpoczął nowicjat w zakonie paulinów przyjmując imię Eustachy. Odbył studia na Jasnej Górze i przyjął święcenie kapłańskie w 1827. W latach 1828–33 studiował naukę teologii na Uniwersytecie Jagiellońskim i w 1834 otrzymał tytuł doktora. Po powrocie na Jasną  Górę wykładał teologię i filozofię oraz był prefektem drukarni. W latach 1842–48 był prowincjałem z prawami zastępcy generała zakonu. W latach 1851–61 był proboszczem parafii św. Zygmunta w Częstochowie. Aresztowany w czasie poprzedzającym wybuch powstania styczniowego. W latach 1863–64 był więźniem Cytadeli w Warszawie. Zwolniony za kaucją, został w Krakowie przeorem klasztoru na Skałce.
Jest autorem opracowania "Krótkie podanie historii starożytnego obrazu Boga-Rodzicy Marii na Jasnej Górze"; Jasna Góra 1821, 1830 oraz "Wiadomości historycznej o starożytnym obrazie Boga-Rodzicy na Jasnej Górze"; Częstochowa 1847, 1862.
Zmarł 8 czerwca 1868 w Częstochowie.